# Teologia (Raffaello)
Teologia è un affresco (diametro 180 cm) di Raffaello Sanzio, databile al 1508 e facente parte della decorazione della volta della Stanza della Segnatura nei Musei Vaticani.

## Storia
I quattro tondi della volta vengono di solito datati appena dopo i quattro riquadri. La Stanza della segnatura fu la prima ad essere decorata da Raffaello negli appartamenti vaticani. 

## Descrizione e stile
Su uno sfondo a finto mosaico dorato è rappresentata la personificazione della Teologia, seduta su un trono di nubi e indossante una veste gonfiata dal vento, di colore rosso, verde e bianco, i colori delle Virtù teologali di Carità, Speranza e Fede. Ai lati ha due putti che reggono tabelle biansate con iscrizioni: DIVINA[RUM] RER[UM] NOTITIA. Si tratta di una citazione da Giustiniano. Esiste un disegno preparatorio per il putto di destra (Lilla, Palais des Beaux-Arts) e uno per la figura principale, riferibile però anche alla Poesia, nell'Ashmolean Museum di Oxford.
Nel complesso di rispondenze tra il soffitto e le lunette laterali la Teologia si inserisce nell'asse della parete ovest, con Adamo ed Eva e la Disputa del Sacramento; con un dito essa infatti indica la lunetta.
| Parete | Immagine | Tondo    | Immagine | Riquadro     | Immagine | Lunetta                | Elemento | Putto |
| ------ | -------- | -------- | -------- | ------------ | -------- | ---------------------- | -------- | ----- |
| Ovest  |          | Teologia |          | Adamo ed Eva |          | Disputa del Sacramento | Fuoco    | Aria  |

La mancata corrispondenza tra putto ed elemento dominante della serie è ascritta a un cambiamento del programma decorativo in corso d'opera.